# Scratchboard
Предвид недостатъците на гравюрата на дърво, метал и линолеум, във Франция и Англия през деветнадесети век, местните творци започват да търсят нови методи за възпроизвеждане на илюстрации. Разработвайки техниката наречена по късно Scratchboard(или често дори Scraperboard), са намерили може би най-идеалното решение. Художниците – илюстратори на Scratchboard в чертежите си използват не само остри ножове, но и други инструменти за ецване в бяла Китайска глина, след което Офорт се покрива с черен туш, в резултат на което се получават прекрасни изображения и сложни текстури на изискан фон. Ефективността на Scratchboard и по скоро способността при тази техника да се възпроизвеждат изображенията с удивителна точност, много скоро я превръщат в най-предпочитания и основен метод за отпечатване на медицински илюстрации, технически илюстрации, научни илюстрации и въобще всичко, при което може да се прилага тази техника. Всеки Scratchboard сам по себе си е уникален и в зависимост от сложността на творението при съставянето на някои произведения на изкуството Scratchboard, е абсолютно възможно да отнеме на илюстратора дори над 100 часа за надраскване. Естествено, с развиването на дигиталните технологии, съвременните илюстратори все по-често предпочитат да добавят някои детайли и цветове с програми като Adobe Photoshop, Corel Painter, CorelDRAW или Adobe Illustrator.